# Чархы (село)
Чархы (азерб. Çarxı) — село в Хачмазском районе Азербайджана. Расположено в 12 км к юго-востоку от районного центра Хачмаза.

## Население

### XIX век
В годы Российской империи село Чархы (Чархи) находилось в составе Кубинского уезда Бакинской губернии.
По данным «Камерального описания Кубинской провинции», составленном в 1831 году коллежским регистратором Хотяновским, в деревне Чархы управляемой пожизненно Теюб беком население состояло из шиитов, ведших оседлый образ жизни и занимавшихся земледелием и шелководством. Имелось 28 тутовых садов. Кендхудой деревни являлся Керим Мухаммед Тагы оглы. Одна семья ранджбаров принадлежала подпоручику Сафар Гюли Ага. Военные нукеры были освобождены от налогов.
По сведениям 1873 года, опубликованным в изданном в 1879 году под редакцией Н. К. Зейдлица «Сборнике сведений о Кавказе», в селе Чархи Кубинского уезда Бакинской губернии было 99 дворов и 526 жителей; азербайджанцы (в источнике «татары»). По вероисповеданию 3/4 мусульмане-сунниты, 1/4 мусульмане-шииты.
Материалы посемейных списков на 1886 год показывают в Чархы 585 человек (97 дымов), с жителями азербайджанцами-шиитами («татарами»-шиитами в источнике).

### XX век
По данным «Кавказского календаря» на 1912 год в селе проживало 791 человек, в основном азербайджанцев, указанных в календаре как «татары».
Согласно результатам Азербайджанской сельскохозяйственной переписи 1921 года Чархы населяли 557 человек (120 дворов) и преимущественно азербайджанские тюрки (азербайджанцы), а само население состояло из 272 мужчин и 285 женщин.
По состоянию конца 1980-х годов численность населения села составляла 2455 человек.
На 2009 год население села составляло 3102 человека.

## Экономика
В XIX веке в Чархи было развито промышленное шелководство. В советское время основными занятиями жителей являлись овощеводство, животноводство, птицеводство.

## Инфраструктура
- Ж/д станция «Чархы»
- Средняя школа имени Г.Расулова
- Школа имени Н.Абудова
- Муниципалитет деревни Чархы [11]
- Участковая больница [12]
- Почтовое отделение (2009 год)[13]
- Птицеведческая ферма

## Галерея

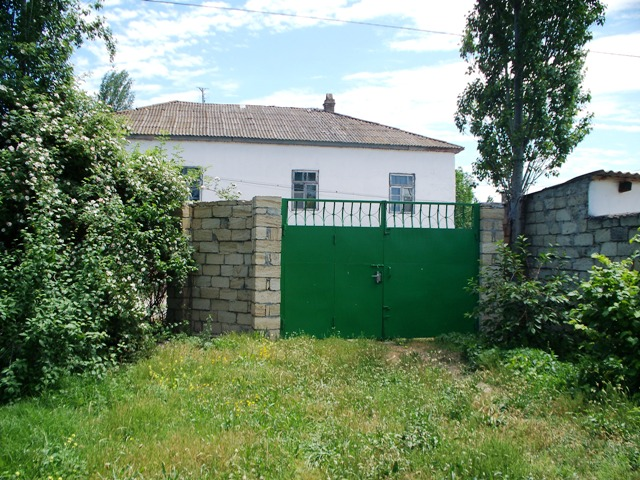
Один из деревенских домов
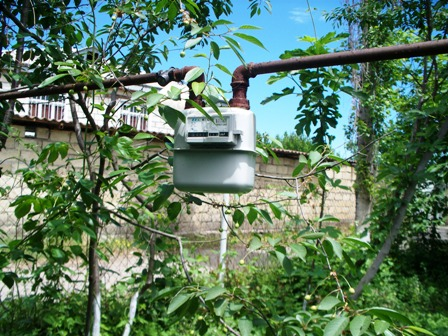
Газовый счетчик